# Phelsuma astriata
Il geco diurno delle Seychelles (Phelsuma astriata Tornier, 1901) è un piccolo sauro della famiglia Gekkonidae, endemico delle omonime isole.